# Tel Aviv
Tel Aviv-Yafo (hebraisk: תֵּל־אָבִיב) er Israels største byområde og ligger med kystlinje til Middelhavet. I dag udgør byen Israels handels-, finans- og kulturcentrum.

## Etymologi
Navnet Tel Aviv betyder på hebraisk højdedrag/bakke (Tel) forår (Aviv) Forårsbakke, og navnet kommer af den titel, som Nahum Sokolov gav sin oversættelse af Theodor Herzls zionistiske manifest Altneuland (Gammel-nyt-land).
Nahum Sokolov fik ideen til Tel Aviv fra Ezekiels Bog 3,15: 
Jeg kom til de landflygtige i Tel-Abib, dem som boede ved floden Kebar, til det sted, hvor de boede. Blandt dem sad jeg syv dage stiv af rædsel.
Tel-Aviv hedder Tel-Abib i Biblen og er et sted i Babylon (eller er foråret eller en mesopotamisk guddom).

## Klima
| Vejr for Tel Aviv, Israel                                        | Vejr for Tel Aviv, Israel | Vejr for Tel Aviv, Israel | Vejr for Tel Aviv, Israel | Vejr for Tel Aviv, Israel | Vejr for Tel Aviv, Israel | Vejr for Tel Aviv, Israel | Vejr for Tel Aviv, Israel | Vejr for Tel Aviv, Israel | Vejr for Tel Aviv, Israel | Vejr for Tel Aviv, Israel | Vejr for Tel Aviv, Israel | Vejr for Tel Aviv, Israel | Vejr for Tel Aviv, Israel |
|                                                                  | Jan                       | Feb                       | Mar                       | Apr                       | Maj                       | Jun                       | Jul                       | Aug                       | Sep                       | Okt                       | Nov                       | Dec                       | År                        |
| ---------------------------------------------------------------- | ------------------------- | ------------------------- | ------------------------- | ------------------------- | ------------------------- | ------------------------- | ------------------------- | ------------------------- | ------------------------- | ------------------------- | ------------------------- | ------------------------- | ------------------------- |
| Gennemsnitlig maks °C                                            | 18,3                      | 18,9                      | 20,7                      | 22,6                      | 24,4                      | 27,1                      | 32                        | 33,9                      | 29                        | 26,9                      | 23,9                      | 20,3                      | 24,83                     |
| Gennemsnitlig °C                                                 | 14,7                      | 15,4                      | 17,2                      | 19,3                      | 21,7                      | 24,7                      | 26,9                      | 27,6                      | 26,6                      | 23,8                      | 20,2                      | 16,6                      | 21,23                     |
| Gennemsnitlig min °C                                             | 11,1                      | 11,9                      | 13,6                      | 16                        | 18,9                      | 22,4                      | 24,7                      | 25,4                      | 24,1                      | 20,7                      | 16,5                      | 12,8                      | 18,18                     |
| Gennemsnitlig nedbør mm                                          | 126,9                     | 90,1                      | 60,6                      | 18                        | 2,3                       | 0                         | 0                         | 0                         | 0,4                       | 26,3                      | 79,3                      | 126,4                     | 530,3                     |
| Kilde: Nedbør: Israel Meteorological Service databases (engelsk) |                           |                           |                           |                           |                           |                           |                           |                           |                           |                           |                           |                           |                           |

## Attraktioner
Det moderne Tel Aviv har store indkøbscentre, elegante og dyre forretninger, mange store luksushoteller, cafeer og restauranter, en flot strandpromenade, marina med lystbåde, det kendte Carmelmarked, museer som Tel Aviv Museum of Art og Diaspora Museum of Jewish History, kunstgallerier, teatre, Israels Philharmonic Orchestra, New Israel Opera Company og to universiteter.
Børsen, Diamantbørsen, de fleste banker, forsikringsselskaber, store virksomheder, politiske partier og fagforeninger har deres hovedkontor i Tel Aviv, og halvdelen af den israelske industri ligger her. De fleste lande har deres ambassader her af politiske grunde.
Fra toppen af Shalom Tower, der engang var Mellemøstens højeste bygning, og Azrieli Tower, der er Israels højeste bygning i dag, er der en flot udsigt over byen med de moderne kontorbygninger og verdens største koncentration af Bauhaus-bygninger (ca. 4.000). Mange gader er beplantet med træer og der er mange smukke parker, som sammen med udendørscafeerne præger bymiljøet.

## Historie
Den 14. maj 1948 blev staten Israel officielt udråbt i Tel Aviv, og byen var fra maj til december 1948 - under en arabisk blokade af Jerusalem - midlertidig hovedstad med parlament og regering indtil begge dele ved stridighedernes ophør blev flyttet til Jerusalem i 1949. Denne overførelse anerkendes dog ikke af alle lande, hvorfor mange stadig har ambassader i Tel Aviv.
Jaffa (Yafo) er en ca. 4.000 år gammel havneby og en af verdens ældste byer. Den har haft en historisk rolle som havneby for Det Hellige Land og var indtil omkring 1934 dets vigtigste havneby. I begyndelsen af det 20. århundrede boede der tusindvis af jøder i Jaffa, men arabiske pogromer  i 1920 og 1921 tvang mange til at flygte til Tel Aviv og bosætte sig der .Fejringen af 1. maj i Jaffa i 1921 udløste nogle af de værste arabiske forfølgelse af jøder.  Pogromen hedder Meoraot Tarpa på hebraisk. Den kostede bl.a. den jødiske forfatter Yosef Haim Brenner livet. Jaffas flygtende jødiske befolkning medførte, at Tel Aviv mere end fordoblede sit befolkningstal fra 15.000 i 1922 til 38.000 i 1927. Jaffa blev mere arabisk, og i 1945 boede der 53.930 muslimer, 30.820 jøder og 16.800 kristne. Under den Den Arabisk-Israelske krig i 1948 flygtede en del af den arabiske befolkning til Gaza-striben.
I dag har byen kun lystbåde- og fiskerihavn. Byen blev renoveret i 1965 og er nu mondæn med snoede gamle stræder, kirker, restauranter, parker, museer, loppemarked, kunstgallerier og en flot udsigt over Middelhavet. Jaffa har siden 1950 været en del af Tel Aviv kommune.

## Demografi
Tel Aviv omfatter ca. 1,2-2,5 mio. indbyggere afhængigt af, hvor mange forstæder og omegnsbyer, der tælles med. De største forstæder er Petach Tikvah (Håbets port) fra 1878, der er landets ældste landbrugskoloni (ca. 174.000 indbyggere), Ramat Gan (Havehøjen) fra 1920, der er industri- og diamantcenter (ca. 127.000 indbyggere), Benei Brak (Bene Beraq) fra 1924, der er et ortodoks-jødisk kvarter (ca. 140.000 indbyggere), Holon (Sand) fra 1935 med en samaritansk koloni (ca. 180.000 indbyggere) og Bat Yam (Havets datter) fra 1920, der har en fin strand (ca. 132.000 indbyggere). Af andre forstæder og omegnsbyer kan nævnes Giv'Atayim, Ramat Ha-Sharon og Qiryat Ono.
I Tel Avivs kommune, der blev grundlagt i 1909 ved en udflytning fra Jaffa, bor der ca. 350-365.000 indbyggere. Den er Israels næststørste kommune. I praksis bruges navnet Tel Aviv om Stor-Tel Aviv-området.

## Arkitektur
I Tel Aviv finder man flere arkitektoniske stilarter. Den tidlige arkitektur i Tel Aviv bestod hovedsageligt af huse inspireret fra europæiske et-plans huse med røde tegltag. Neve Tzedek, som er det første kvarter uden for Jaffa, består hovedsageligt af huse i to etager bygget i sandsten. I 1920'erne blev en blanding af europæisk og orientalsk arkitektur moderne. Herefter byggedes efter arkitekten Patrick Geddes kommunale helhedsplan med 2-3 etagers huse, boulevarder og parker.

### Bauhaus
I 1930'erne blev Bauhaus-arkitekturen introduceret i Tel Aviv, da tysk-jødiske arkitekter slog sig ned i Palæstina. De var flygtet fra Tyskland på grund af nazisternes fremkomst. I centrum af Tel Aviv ligger den "Hvide by" med mere end 5.000 modernistiske bygninger, som er inspireret af Bauhaus og Le Corbusier. Langt de fleste bygninger ligger ved Rothschild Boulevard. Området kom med på UNESCO's verdensarvsliste i 2003.
I 1960'erne blev mange huse fra Bauhaus-perioden revet ned, da der skulle gøres plads til kontorbygninger og hoteller. En del bygninger har også stået ubenyttet i mange år og er gået i forfald.
- Tel-Aviv om natten
- Tel Aviv Beach
- Tel Aviv Port

## Transport

### Bus
I Tel Aviv ligger Mellemøstens største busterminal på syv etager med restauranter, biografer, forretninger mm. 

### Tog
Byen har to banegårde med forbindelse til Nahariya (nord), Ashdod (sydvest), BeerSheva (syd), Beit Shemesh (øst) og Jerusalem (øst). 

### Fly
Ben Gurion International Airport er byens største lufthavn (IATA TLV) med over 12 millioner rejsende om året (2011). Lufthavnen ligger ca. 15 km øst for byen i Lod. 
Nord for byen ligger lufthavnen Sde Dov Airport (IATA: SDV), som primært fungerer som indenrigslufthavn. I fremtiden vil al trafik blive flyttet fra Sde Dov til Ben Gurion-lufthavnen.

### Vej
Tel Aviv er ligesom de andre storbyer i Israel et stort trafikkaos med omfattende kødannelse og parkeringsproblemer. Der kører ca. en halv million biler ind og ud af byen hver dag.